# Segovci
Segovci – miejscowość w Słowenii w gminie Apače.